# Котёнок Филя и…
«Котёнок Филя и…» — советский мультфильм, выпущенный в 1981 году киностудией Беларусьфильм.

## Сюжет
Однажды у котенка по имени Филя появляется новый приятель — смешной добродушный волшебник. К сожалению, он никогда не видел мышей, и когда по просьбе Фили попытался создать их, в квартире ожили самовар, очки, расчёска, часы и шахматная доска. После превращения они учинили настоящий погром. Храбрый котенок, не испугавшись взбунтовавших вещей, усмиряет их и радуется своей победе вместе с другом.

## Съёмочная группа
| Режиссёр-постановщик | Татьяна Житковская |
| Автор сценария       | София Митрофанова, в титрах как"Т. Митрофанова" |
| Оператор-постановщик | Юрий Мильтнер |
| Художник-постановщик | Г. Семёнов |
| Мультипликаторы      | Юрий Бутырин, Виталий Бобров , в титрах как В. Бобровский. |
| Художники            | В. Бакунович, А. Горулёв, Виктор Довнар, Т. Евменова, М. Капилова, Ирина Кодюкова, О. Коршакевич, Наталия Лось, Е. Марченко, Т. Ревзина, Е. Руднева, В. Хожовец, Ольга Чикина |
| Композитор           | Сергей Кортес |
| Текст песен          | Владимир Некляев |
| Монтаж               | И. Волкова |
| Звукооператор        | Виктор Морс |
| Ассистент режиссёра  | Л. Лукашенко |
| Ассистент художника  | Е. Галкина |
| Роли озвучивали      | Георгий Бурков, Регина Домбровская |
| Редактор             | Олег Белоусов |
| Директор             | Леонарда Зубенко |